# Prime Minister
|  | Denne artikel omhandler mangaserien Prime Minister. Prime Minister er også det engelske ord for premierminister. |
Prime Minister (世紀末プライムミニスター Seikimatsu puraimu minisutaa, omtr. århundredets slutnings premierminister) er en mangaserie i fire bind skabt 1998-2001 af Eiki Eiki, der også står bag spin-off-bindet Yuigon (遺言, Yuigon, Testamente) fra 2002.
Serien er ikke oversat til dansk, men Egmont Manga & Anime har udsendt alle fem bind på tysk, mens Digital Manga Publishing har udsendt de fire bind med Prime Minister på engelsk som Millennium Prime Minister.

## Baggrund
Før Prime Minister havde Eiki Eiki lavet mangaerne Dear Myself og Kiss, der primært handlede om homoseksuelle unge mænd, men med Prime Minister skiftede hun stil. Hovedpersonerne er her heteroseksuelle, og rænkespil og til dels politik fylder betydeligt mere op, om end der stadig er flere homoseksuelle blandt bipersonerne. Også længden på historien ændredes, for hvor de to andre mangaer oprindelig var enkeltbind, var dette fra starten en serie, der endda voksede fra påregnet to-tre bind til fem, hvis man tæller Yuigon med. Eiki Eiki kan da næppe heller siges at bevæget sig på ukendt land, i det hendes egen bedstefar Noboru Takeshita havde været Japans premierminister 1987-1989. Denne faldt i forbindelse med Recruit-skandalen, der involverede insiderhandel og korruption, en historie der i omskrevet form usagt men genkendeligt danner noget af titelfigurens baggrund. Noboru Takeshita nåede dog ikke at se sit barnebarns værk færdigt, idet han døde i 2000.
Som et kuriosum kan i øvrigt nævnes, at mangaen på et punkt var ved at blive overhalet af virkeligheden, i det premierministerens kontor, Kantei, hvor en del af handlingen foregår, blev flyttet til en ny bygning, der stod færdig i april 2002. Den gamle bygning blev efterfølgende flyttet 50 meter og genetableret som Souri Koutei, premierministerens embedsbolig. Til lettere fortrydelse for Eiki Eikis assistent Jun Uzuki der allerede efter det første bind nærmest var blevet ekspert i at tegne den gamle Kantei.

## Plot
Gymnasiepigen Minori tager en pjækkedag og besøger et game-center, hvor hun i et spil besejrer en ung mand. Denne forelsker sig ved første øjekast i Minori, men mødet bliver brat afbrudt, og Minori stikker af. Men umiddelbart efter redder han hende fra et par fyre og lover at gøre hende til Japans førstedame. Store ord men alvorligt mente: senere selv samme dag bliver den unge mand, Kanata, valgt til Japans nye premierminister. Og før Minori har set sig om, er hun blevet udråbt som Kanatas forlovede og må se sig nødsaget til at flytte ind i premierministerens embedsbolig.
Men aldrig så snart er hun flyttet ind, før hun bliver involveret i personlige og politiske rænkespil involverende knust kærlighed, hemmelige familiebånd, gamle drømme, omvæltende planer og partifløje i konflikt. Minori og flere med hende må se sig fanget i et farligt spil, hvor ikke alt er åbenlyst, og hvor både den politiske og den personlige pris kan blive skyhøj.

## Figurer
- Minori Nagashima (長嶋 美紀 Nagashima Minori) er den 16-årige gymnasiepige, der uforvarende ender med at blive premierministerens forlovede. Det er mod hendes vilje, men efterhånden begynder hun at fatte interesse og ømhed for Kanata. Men hun, der hidtil ikke har interesseret sig for politik, er kommet på farlig grund, og mens hun selv søger at blive klogere på tingene, har andre allerede udset hende som mål.

- Kanata Okazaki (岡崎 彼方 Okazaki Kanata) er titelpersonen, der kun 25 år gammel bliver valgt som den yngste premierminister i Japans historie. Et valg han selv begrunder med, at "århundredet går til ende", men som det siden skal vise sig, ligger der dog mere bag. Men valgt er han, og i sin bedstefars ånd fremsætter han et forslag med stor betydning for både valgkampe og parlamentsmedlemmernes vederlag. Det skaffer ham fjender, men der skal mere end trusler til at holde den uortodokse (og frisørlegende) Kanata tilbage.

- Sai Kurahashi (倉橋 彩 Kurahashi Sai) er indledningsvis trods sine kun 18 år Kanatas førstesekretær. Han er forelsket i Kanata og ser Minori som en fjende, som han mobber med barnlige midler. Afsløret ender han med at stikke af og ender hos Matsumoto, som han hurtigt går på nerverne med sin barlige plagen og trusler om at gøre skade på sig selv.

- Akana Matsumoto (松元 Matsumoto) er journalist og gammel klassekammerat til Kanata. Tilfældet gør ham til vært for den besværlige Sai, som han imidlertid ikke nænner at smide ud men tværtimod bekymrer sig stedse mere om, efterhånden som begivenhederne trækker ham med.

- Ryoichi Makita (薪田 涼一 Makita Ryouichi) er Kanatas livvagt og også en gammel klassekammerat. Han er den eneste, der kan holde Kanata tilbage. Han er sig sin pligt bevidst og tager i reglen situationen fast og effektivt om end helst venligt.

- Ryo Makita (薪田 涼 Makita Ryou) er Ryoichis 7-årige søn. Sin fars udtrykte billede i både udseende og håndfasthed.

- Kota Nagashima er Minoris lillebror, som Ryo strides med.

- Kamijo (上條議員 Kamijou) er leder af en anden fløj i Kanatas parti. Hans fløj er utålmodige med ham, men i virkeligheden trækker han skjult i trådene i håbet om at bringe Kanata til fald og om nødvendigt med ufine midler. Han bragte Kanatas bedstefar til fald, men han var også Kanatas værge, skønt Kanata helst vil fortrænge det. Men også Sai viser Kamijo sig at have et endog meget nært forhold til.

- Hatsumi er Minoris veninde og klassekammerat. Hun hævder ikke at være fan af Kanata men har alligevel samlet artikler om ham og ved således god besked om både ham og den politiske verden, ja faktisk betydelig bedre end Minori.

- Fujisaki er en anden af Kanatas sekretærer. En bekymret mand der jævnligt rystet må lystre Kanatas befalinger.

- Etsuku er husholdelske i premierministerens embedsbolig. En venlig dame om end lidt naiv.

- Masuda er en kvinde, der bliver Minoris bodyguard, da tingene spidser sig til.

- Haruka Okazaki var Kanatas bedstefar og i sin tid Japans premierminister. Ifølge Kanata faldt han på Kamijos falske anklager om at have modtage illegale midler og døde nogen tid efter. En påstand Kanata imidlertid ikke kan bevise.

## Manga
| Bind | Udgivet           | ISBN-nr.           |
| --- | ----------------- | ------------------ |
| 1 | 1. september 1998 | ISBN 4-403-61519-8 |
| En pjækkedag ender med at gøre gymnasiepigen Minori til den nyudnævnte premierminister Kanatas forlovede. Men der foregår mystiske ting i embedsboligen. Hvad er det førstesekretæren Sai har gang i, og hvad har han imod Minori?                         |                   |                    |
| 2 | 1. august 1999    | ISBN 4-403-61538-4 |
| Matsumoto er blevet ufrivillig babysitter for Sai. Imens bliver Kanata først tirret af Kamijo for siden at blive sat til vægs af Ryoichis søn Ryo, mens Ryochi selv er optaget af at afværgre sin egen skilsmisse.                                         |                   |                    |
| 3 | 1. august 2000    | ISBN 4-403-61599-6 |
| Sai bliver kidnappet på befaling af Kamijo, der har en gammel hemmelighed at afsløre. Hos premierministeren går livet sin vante skæve gang, til Kanata trods advarsler sætter et omvæltende forslag i søen.                                                |                   |                    |
| 4 | 1. april 2001     | ISBN 4-403-61629-1 |
| Med sit forslag har Kanata lagt sig ud med skruppelløse modstandere, der griber til både trusler og attentater. Kvæstet efter et sådan må Ryoichi hasteindlægges, og det bringer Kanata i tvivl. Men der er andre, der har et ord med at skulle have sagt. |                   |                    |

## Yuigon
Som en spin-off til Prime Minister udsendtes i december 2002 enbindsmangaen Yuigon (遺言 Yuigon), der består af de to historier Yuigon – Testamentet og Shinseiki Lovers. I modsætning til Prime Minister er Yuigon uegnet for børn.
| Bind | Titel                | Udgivet          | ISBN-nr.           |
| --- | -------------------- | ---------------- | ------------------ |
| - | Yuigon (遺言 Yuigon) | 1. december 2002 | ISBN 4-403-66066-5 |
| Yuigon – Testamentet tager udgangspunkt i attentatet i Prime Minister 4. Svævende mellem liv og død mindes Ryoichi, hvordan han i gymnasiet lærte Kanata at kende, der gemte på dunkle hemmeligheder. Shinseiki Lovers foregår efter Prime Minister. Sai er stadig en anstrengende affære for Matsumoto. Men Sai kommer i konflikt med Kamijo og stikker endnu en gang af. |                      |                  |                    |

## Hørespil-cd'er
Udover som manga foreligger Prime Minister også i form af tre hørespil-cd'er udsendt 1999-2001. De er indtalt af blandt andre:
- Shinichiro Miki – Kanata Okazaki
- Miki Nagasawa – Minori Nagashima
- Yasunori Matsumoto – Akana Matsumoto
- Soichiro Hoshi – Sai Kurahashi
- Katsuhira Yamaguchi – Ryoichi Makita
- Emi Minami – Ryo Makita
- Koji Nakata – Kamijo

| Titel                                                                                                 | Udgivet           | Kodenr.   | Type     | Indhold og bemærkninger |
| --- | ----------------- | --------- | -------- | ----------------------- |
| Prime Minister (CDドラマDUO 世紀末プライムミニスター CD Dorama DUO Seikimatsu puraimu minisutaa)      | 2. juni 1999      | KECH 1150 | Drama-cd |                         |
| Prime Minister 2 (CDドラマDUO 世紀末プライムミニスター2 CD Dorama DUO Seikimatsu puraimu minisutaa 2) | 15. november 2000 | KECH 1175 | Drama-cd |                         |
| Prime Minister 3 (CDドラマDUO 世紀末プライムミニスター3 CD Dorama DUO Seikimatsu puraimu minisutaa 3) | 13. juni 2001     | KECH 1176 | Drama-cd |                         |